# Le Miel et les Abeilles
Le Miel et les Abeilles est une série télévisée française en 200 épisodes de 26 minutes, créée par Jean-François Porry, produite par AB Productions entre 1992 et 1994, et diffusée entre le 21 décembre 1992 et le 4 mars 1997 sur TF1, puis rediffusée sur AB1, IDF1, ou encore en Belgique sur AB4. À partir de janvier 2017, la série arrive sur la chaîne XTRA de TF1.
La série est intégralement disponible sur la chaîne YouTube Génération Sitcoms depuis le 23 août 2019.
La série a désormais sa propre chaîne 24 h/24 sur la plateforme gratuite Pluto TV depuis le 31 mai 2021.

## Synopsis
Une belle étudiante du nom de Lola attire vers elle les garçons aussi efficacement que le miel attire les abeilles. Ses parents sont divorcés, la jeune fille réside chez son père. Quatre étudiants, qu'elle nomme les abeilles, sont amoureux d'elle. Mais Lola les considère comme ses meilleurs amis, uniquement. La jeune fille a des histoires d'amour sérieuses avec des garçons, au grand désespoir de ses abeilles, qui sont soulagées à chaque nouvelle rupture. Quand Johnny (le neveu du patron de son père) fait son entrée dans la bande d'amis, il déstabilise Lola. La jeune femme n'arrivera pas à s'avouer qu'elle est amoureuse de ce garçon, qui est loin de son idée de l'homme idéal.

## Distribution de choix
La série se distingue par une distribution de comédiens notables, par rapport aux autres sitcoms AB, dont les acteurs débutent juste leur carrière. (Les séries Les Filles d'à côté / Les Nouvelles Filles d'à côté, ou encore La Philo selon Philippe se distingueront de la même façon, plus tard.)
L'on retrouve des comédiens avec des carrières notables, respectés dans le milieu du théâtre, tels Laurence Badie, Annie Savarin, Philippe Brizard, Gérard Pinteau, ou encore Guy Piérauld (connu pour être la voix française de Bugs Bunny), notamment.

### Inspiration cinématographique
Annie Savarin, célèbre pour son rôle de gouvernante / nourrice, dans l'adaptation cinématographique des Malheurs de Sophie de Jean-Claude Brialy, incarnera Mélanie, gouvernante et ancienne nourrice de Lola, dans la première saison, où à l'instar du film, elle portera une tenue traditionnelle de ce métier.
Claire Prévost, célèbre pour son rôle de Roselyne Groseille dans La vie est un long fleuve tranquille, jouera un rôle équivalent dans la série (pendant quelques épisodes). Pour son personnage, dont le surnom est Big Biquette, l'actrice reprend les mêmes traits de caractères, que ceux qu'elle jouait pour Roselyne Groseille (une demoiselle d'un milieu modeste, provocante. Big Biquette est une shampouineuse qui rêve de coordonner la rubrique du courrier du cœur, dans un journal…).

## Univers bourgeois
La série place le domicile dans les beaux quartiers, et le décor intérieur est très classique, avec de nombreux meubles dans le style Louis-Philippe. Antoine Garnier, le maître de maison et père de Lola, est un journaliste d'envergure. Par exemple, dans l'épisode 23, Antoine dit qu'il écrit un article pour analyser les derniers avis du Conseil économique et social. À plusieurs reprises, dans les scénarios, il est sous-entendu qu'il travaille pour un journal orienté à droite. Par exemple, lors d'un dîner chez les Garnier, avec le patron du journal et le rédacteur en chef, un incident se passe dans le jardin, et le premier dit au second : « Même dans les quartiers bourgeois, il y a de plus en plus de problèmes d'insécurité. Il va falloir écrire un article sur le sujet. »
Lola est amie avec Pauline, la fille du ministre de l'économie (à compter de l'épisode 88. Il est précisé que le père de Pauline est ministre depuis trois mois).
Tante Marthe fait allusion au fait qu'elle aime lire le magazine Familles et couples de France. Cette dernière n'approuve pas qu'Antoine et Anne ne se marient pas, et ne cesse de nommer Anne : la concubine (terme bien évidemment péjoratif, ici). 
Lors de l'arrivée du personnage de Johnny, ce dernier prépare des hamburgers pour la famille, et l'on découvre qu'elle en mange pour la toute première fois (même au début des années 1990, l'on peut considérer l'anecdote amusante). Si bien que Lola et tous les autres utiliseront même leurs fourchettes et couteaux.
Dans plusieurs épisodes, Antoine est fiancé à une avocate : maître Monique Burdin. Ce personnage est réactionnaire, et ira même jusqu'à parler de « déchets de la société » (dans l'épisode 151) pour définir une partie des amis de Johnny, qui ont un look négligé et/ou rock 'n' roll. Monique Burdin considère que le rock est « la porte ouverte à la décadence ». Antoine et Monique partent en vacances dans le château de famille des Burdin, en Bourgogne (épisode 154).

## Distribution

### Distribution principale
- Mallaury Nataf : Lola Garnier (épisodes 1 à 185 et 187 à 200)
- Gérard Pinteau : Antoine Garnier (épisodes 1 à 58, 66 à 68, 70, 71, 74 à 77, 79 à 82, 84 à 90, 98 à 100, 102 à 120, 126 à 149, 151 à 153 et 190 à 200)
- Brigitte Lazaroo : Anne (épisodes 1, 2, 4, 5, 7, 9 à 33, 35, 36, 57 à 62, 64 à 67, 70, 71, 75, 77, 78, 80 à 87, 89, 93, 95, 98 à 100, 102, 103, 106, 108 à 110, 113 à 115, 117 à 119, 123, 124, 126, 128, 129, 132, 133, 136 et 140)
- Romain Jouffroy : Édouard (épisodes 1 à 26, 28 à 141, 156 à 162, 164, 175 et 177)
- Jérôme Delafosse (crédité Éric Millot) : Éric (épisodes 1 à 26, 28 à 104, 115 à 141 et 156 à 160)
- Olivier Vaillant : Richard (épisodes 1 à 26 et 28 à 120)
- Éric Dietrich : Bruno (épisodes 10, 12 à 26, 28 à 138, 140, 141, 156 à 159 et 168 à 170)
- Annie Savarin : Mélanie (épisodes 1 à 17)
- Josy Lafont : Eugénie (épisodes 17 à 31, 33 à 111, 113 à 158 et 160 à 200)
- Philippe Brizard : Émile (épisodes 2, 5, 8, 11, 12, 15 à 17, 23, 31, 34 à 37, 40, 42 à 72, 74 à 95, 97 à 101, 103 à 113, 115 à 129, 131, 133, 134, 136, 139, 140, 142 à 147, 149 à 154 et 156)
- Cyril Aubin : Johnny (épisodes 27 à 32, 37 à 55, 58 à 125, 127 à 175 et 177 à 200)
- Désiré Bastareaud : Giant Coocoo (épisodes 58 à 60, 74 à 120, 128, 130 à 141, 144 à 160, 162 à 164, 167 à 174 et 176 à 200)
- François Rocquelin : Aristide (épisodes 63 à 72, 74 à 77, 81, 82, 84 à 89, 93 à 95, 98 à 101, 103 à 128, 130 à 132, 134 à 141, 145 à 153, 155, 158, 160 et 162 à 200)
- Valérie Mélignon : Marie (épisodes 69 à 77, 81 à 86, 88, 89, 92 à 95, 97 à 128, 130 à 133, 137 à 141, 144 à 151, 153, 155, 163, 164 et 174 à 200)
- Guy Piérauld : Albert (épisodes 78, 82, 83, 86 à 89, 93, 98, 99, 101, 108 à 110, 112, 120, 122, 126, 128, 142 à 144, 146 à 156, 159 à 170 et 172 à 200)
- Pierre Deny : Anatole Garnier (épisodes 154 à 174 et 176 à 200) / Pierre Gonthier (épisodes 11 et 27)
- Hervé Noël : Jean-François (épisodes 1 à 5 et 7 à 9) / Hervé (épisodes 165 à 174, 176 à 180, 183 à 185 et 187 à 200)

### Distribution secondaire
- Marie Roversi : Joëlle (épisodes 13 et 19 à 68)
- Laurence Badie : Tante Marthe (épisodes 75 à 78, 81 à 86, 88 à 95, 98 à 102, 104 à 106, 109, 110, 112, 114, 115, 117 à 120 et 122 à 130)
- Pauline Baras : Pauline (épisodes 87 à 92, 96, 98, 99, 102, 104 à 108, 114, 117, 118, 126 et 134 à 137)
- Caroline Hème : Lolo Bibop (épisodes 139 à 154, 156 à 163 et 165 à 173)
- Esther Legros : Karine (épisodes 2 et 3, sous le nom d'Esther Eygen)
- Marie-Charlotte Leclaire : Elodie (épisodes 6 à 9 et 14)
- Elisa Romane : Corinne (épisodes 6, 10, 12, 17 et 23)
- Sébastien Fromanger : Vincent (épisodes 7, 8 et 16)
- Mathilde Rosset : Carole (épisode 8)
- Christophe Henric : Julien (épisodes 15 à 21)
- Julie Lallemand : Elisa (épisodes 15 à 17 et 20)
- Gérard Vives : Homme dans la cafétéria (épisode 23)
- Robert Plagnol : Frédéric (épisodes 23 à 26, 28, 29 et 31)
- Étienne Draber : David Grandcoin du Toit (épisode 27)
- Patricia Elig : Isabelle (épisodes 32, 40 et 57)
- Macha Polikarpova : Lolita (épisode 33)
- Laurent Noirclerc : Benjamin (épisodes 34 à 39)
- Christine Lemler : Sylvie (épisode 38)
- Thierry Bartoli : Christian (épisodes 38 et 40 à 44)
- Astrid Veillon : Véronique (épisodes 40 à 44)
- Lionel Slomka : Big Joe Crazy Leg (épisodes 45 et 46)
- Virginie Caren : Cathy (épisodes 47 et 48)
- Nathalie Dib : Marie-Neige (épisode 50)
- Nicolas Bikialo : Gueule d'amour (épisode 54)
- Anthony Dupray : Homme dans la cafétéria (épisodes 43, 62 et 98)
- Frédéric Vieh : Frédéric (épisodes 63 à 69, 72 et 73)
- Philippe Lavot : Monsieur Duval (épisode 87)
- Sévy Villette : Karine (épisode 90)
- July Messean : Évelyne (épisodes 96 à 101, 109 à 112 et 116)
- Nathalie Taratte : Edith (épisodes 96 à 101, 109 à 112 et 116)
- Clémentine Van Malderen : Laurence (épisodes 96 à 101 et 109 à 112)
- Marine Vignes : Karine (épisodes 96 à 101 et 116)
- Olivier Rousset : Elvis (épisodes 103 à 108)
- David Brécourt : Thomas Fava (épisode 108)
- Darren Fouse : John Wander (épisode 108)
- Sheen Shabou : Fortune Lily (épisodes 110 et 111)
- Dadzu : Bertrand (épisodes 117 et 118)
- Franck Jolly : Francis (épisodes 117 à 119)
- Carole Fantony : Sylvie (épisode 120)
- Claire Prévost : Big Biquette (épisodes 135 à 137)
- Stéphanie Cabon : Florence (épisodes 138 et 139)
- Céline Leclercq : Martine (épisodes 138 et 139)
- Alexandre Fenot : Alex (épisodes 139 à 141)
- Pascal Gauchot : Pascal (épisodes 139 à 141)
- Roméo Sarfati : Roméo (épisodes 139 à 141)
- Nicolas Schmitt : Julien (épisodes 139 à 141)
- Jacques Coltelloni : Olivier (épisodes 142 à 147 et 149)
- Valérie Sibilia : Marie-Joséphine (épisodes 142 à 146)
- Patricia Cartier : Monique Burdin (épisodes 151 et 152)
- Ingrid Chauvin : Magalie Vagalsi (épisode 155)
- Marie Réache : Marie-Ange (épisode 157)
- Sylvie Le Brigant : Christine (épisodes 168 à 174, 176 à 178 et 180)
- Kim Nimsky : Screaming Nadia (épisodes 177 à 189 et 198)
- Valérie Beaulieu : Lisette (épisodes 185 et 186)
- Anthea Wyler : Wanda (épisodes 188 à 192)
- Sophie Hardy : Samantha Blues (épisodes 190 et 191)
- Sophie Van Baren : Docteur Geneviève (épisodes 192 à 195)
- Yanna Byes : Birthday (épisodes 195 à 200)
- Jean Epaule : Cédric

Note : Laurence Badie et Guy Piérauld sont crédités en "participation exceptionnelle" dans les épisodes 85 à 130 lorsqu'ils apparaissent.

## Épisodes
1. Les abeilles attaquent
2. Les abeilles vengeresses
3. Lune de miel à la ruche
4. Travaux à la ruche
5. Tempête à la ruche
6. Pour l'honneur de la ruche
7. Bourdon chez les abeilles
8. Le coup du bourdon
9. L'abeille sans logis
10. L'abeille nouvelle
11. L'ours et le miel
12. Coup de blues à la ruche
13. L'autre miel
14. Anne et le bourdon
15. Tel est pris
16. Le miel amer
17. Amour quand tu nous piques
18. Dîner à la ruche
19. Le papillon
20. Cousine Cousine
21. Cousine copine
22. Tristesse à la ruche
23. Piqûre d'amour
24. Roulette ruche
25. Tatoo
26. Maladie d'abeille
27. Rock à la ruche
28. Chauffe Antoine
29. Un invité encombrant
30. Rock'n ruche
31. Une araignée à la ruche
32. Amour de miel
33. L'abeille et la bête
34. Larmes de miel
35. Bonheur de miel
36. Ruche en folie
37. Retour à la ruche
38. Une sœur de miel
39. Rame de miel
40. Prise au piège
41. L'abeille sauvage
42. Papa voleur
43. Peau de miel
44. Miel sauvage
45. Le congrès incongru
46. Congrès rock'n roll
47. Jalousie et rock'n roll
48. Contre-attaque
49. Le complot
50. Examen de passage
51. Johnny be good
52. Clic clac merci Lola !
53. Violence de miel
54. Gueule d'amour
55. Courrier à la ruche
56. L'indiscrétion
57. Surprise
58. Mutation à la ruche
59. La solitude n'existe pas
60. La fête à la ruche
61. L'abeille futée
62. Compétition d'abeilles
63. Guitare de miel
64. Pot de miel
65. Échange de miel
66. Rendez-vous à la ruche
67. L'abeille de l'air
68. Le vol du bourdon
69. Nouveau miel
70. Le miel le plus doux
71. Miel indigeste
72. Le miel collant
73. Alibis
74. Miel alors !
75. Mère de miel
76. Jalousie
77. Ruptures
78. Brouille et embrouille
79. L'abeille mystérieuse
80. Mystère encore
81. Erreur de miel
82. L'abeille gagnante
83. Remords
84. La correspondante
85. Le miel en doute (1)
86. Le miel en doute (2)
87. Ruée sur la ruche
88. Flirt à la ruche
89. Jalousie de miel
90. Rayon de soleil
91. Un collector fracassant
92. Révolution dans la ruche
93. Folie rock à la ruche
94. Le miel adoucit les peines
95. Combat à la ruche
96. La chanson inachevée
97. Abeilles au féminin
98. Love love love
99. Ruche annexe
100. Local d'enfer
101. Miracle de l'amour
102. Hippies partout
103. Elvis
104. Dou dou dou
105. Explications à la ruche
106. Grincement de ruche
107. Musique à la ruche
108. Amour et chansons
109. Rentrée à la ruche
110. Exotisme à la ruche
111. Fortune Lily
112. La main de ma tante
113. Sentimental Blues
114. Le garçon de la plage
115. Emotions
116. La revanche de Jacky Le Rouge
117. Théâtre à la ruche
118. Art dramatique
119. Plus dramatique qu'Art
120. Paix à la ruche
121. Expériences
122. Frissons à la ruche
123. La Cup Transat en solitaire
124. Orage à la ruche
125. Le sar dîne à la ruche
126. Le père solitaire
127. Déprime
128. Un rêve éveillé
129. Un secret
130. Tartine d'amour
131. Le régime d'Eugénie
132. Bool de gum
133. Pagaille à la ruche
134. L'anicroche
135. Vent de jeunesse à la ruche
136. Vol d'abeilles
137. Amours secrets
138. La ruche déserte
139. La ruche s'anime
140. Surpeuplement
141. Prise de conscience
142. Retour au calme
143. Guerre des tranchées
144. Méli mélo
145. Chansons à la ruche
146. Craquerie
147. Evidence
148. Le tube du siècle
149. Retour à la raison
150. Recherches
151. Présentation à la ruche
152. Monique à la ruche
153. La reconquête
154. La ruche sans homme
155. Tonton bourdon
156. Le monde à l'envers
157. Le neurone
158. Les documents
159. Week-end à la ruche
160. Soupçons à la ruche
161. Général
162. Cendrillon
163. Le baiser le plus long
164. Les envahisseurs
165. Retour express
166. Insupportable abeille
167. Miraculeuse abeille
168. Poulet à la ruche
169. Match au sommet
170. Indigestion
171. Clandestins
172. Revenir le rock'n roll
173. Silence forcé
174. Chute libre
175. Perte de mémoire
176. Hésitations
177. Rêve fou
178. Screaming Nadia
179. D'égouts et des couleurs
180. Assistance à la ruche
181. État de guerre
182. Le propre piège
183. Le contre-pied
184. Fans et semoule
185. Star et serpent
186. Le talon de Lola
187. Le printemps revient
188. La paix retrouvée
189. Le bébé d'amour
190. Le bon prétexte
191. Au bord du gouffre
192. La petite étincelle
193. Le pull marine
194. Le philtre d'amour
195. Le bon résultat
196. Urgence paramédicale
197. Le choc
198. Le contre-coup
199. Le milliardaire
200. C'est fini

## Diffusion
À la suite du succès des autres sitcoms AB Productions, Jean-François Porry propose une nouvelle sitcom : Le Miel et les Abeilles. Le succès sera important, réunissant environ trois millions de téléspectateurs entre 1993 et 1995, même si le succès sera moins considérable que Hélène et les Garçons ou Premiers Baisers.
La diffusion d'épisodes inédits fut suspendue en 1994 à la suite du mini-scandale provoqué par la vedette de la série Mallaury Nataf lors d'une prestation au Jacky Show durant l'été 1994 : Elle s'était fait remarquer en interprétant sa chanson sans porter de culotte sous sa jupe, détail remarqué et souligné ensuite par le Zapping de Canal+.
Le tournage de la série s'arrête donc durant l'été 1994, à la suite du départ de Mallaury Nataf, et la série est officiellement arrêtée en 1995. Les épisodes inédits restants sont finalement diffusés le matin, en 1997, après une première rediffusion en 1996, dans le Club Dorothée.

## Univers partagé avec les autres sitcoms d'AB Productions
Dans l'épisode 5, Lola (Mallaury Nataf) évoque sa cousine Hélène, qui est étudiante et a un petit ami prénommé Nicolas. Il s'agit d'un clin d’œil aux protagonistes de la série Hélène et les Garçons, également produite par AB Productions et diffusée à la même époque sur TF1. 
Le lien de parenté entre Lola et Hélène est évoqué de façon plus explicite dans Famille fou rire, une fiction de 52 minutes diffusée sur TF1 le 1er janvier 1993, réunissant les personnages de plusieurs sitcoms d'AB Productions : Le Miel et les Abeilles, Hélène et les Garçons, Premiers Baisers et Salut les Musclés, sans oublier les cinq animateurs du Club Dorothée. Il est expliqué à cette occasion que Mélanie, personnage du Miel et les Abeilles (interprété par Annie Savarin), est la tante de Dorothée (qui joue son propre rôle), mais aussi que Lola Garnier (Mallaury Nataf), l'héroïne de la série, est la cousine de Justine et Hélène Girard, les héroïnes respectives de Premiers Baisers et d'Hélène et les Garçons. Le Miel et les Abeilles peut donc être considéré comme un spin-off de ces deux séries, qui lui sont antérieures. 
Dans l'épisode 69 du Miel et les Abeilles, il est expliqué que le personnage de Marie (interprété par Valérie Mélignon), une cousine de Lola du côté de sa mère, a pour nom de famille Girard. Or, Lola a une tante du côté de son père qui s'appelle elle aussi Marie Girard, qui apparaît dans Premiers Baisers et qui est la mère de Justine et Hélène Girard (voir ci-dessus), sans que l'on sache si la Marie Girard du Miel et les Abeilles a un quelconque lien de parenté avec les personnages précités ou si leur homonymie n'est qu'une coïncidence, ou même un clin d'œil adressé aux téléspectateurs des différentes séries AB.
Dans deux épisodes, Sophie Hardy interprète le personnage de Samantha Blues, qui est actrice dans un soap opera. Ce dernier s'intitule Amour Toujours et n'est autre que le feuilleton régulièrement évoqué dans Premiers Baisers et dont le personnage de Roger Girard (oncle par alliance de Lola) est le scénariste.
Dans l'épisode 108, David Brécourt joue le rôle de Thomas Fava, un producteur de disques, qu'il avait déjà interprété dans Hélène et les Garçons. Par ailleurs, le personnage de Mademoiselle Eugénie fredonne régulièrement la chanson du générique d'Hélène et les Garçons (Pour l'amour d'un garçon), interprétée par Hélène Rollès.
Après l'arrêt des tournages du Miel et les Abeilles, l'acteur François Rocquelin a retrouvé le personnage d'Aristide dans les derniers épisodes de Premiers Baisers et dans sa suite, Les Années fac. De même, Éric Dietrich a repris le personnage de Bruno dans les derniers épisodes d'Hélène et les Garçons. Josy Lafont et Guy Piérauld ont quant à eux repris leurs rôles de Mademoiselle Eugénie et Monsieur Albert dans les épisodes 41 et 43 des Garçons de la plage, ainsi que dans l'épisode 11 de La Croisière foll'amour.

## Autour de la série
L'animatrice télé Flavie Flament a fait de nombreuses figurations dans cette série, ainsi que le catcheur Scott Rider.
Vanessa Demouy a passé l'audition pour le rôle de Lola. Quelques mois plus tard, Vanessa Demouy deviendra l'héroïne d'une autre sitcom, sur M6 : Classe mannequin.
Au départ d'Annie Savarin, qui interprétait la gouvernante, le rôle a été proposé à Marthe Villalonga, qui interprétait alors un rôle similaire dans la série Maguy sur France 2. Cette dernière a décliné l'offre, ne tenant pas à être reléguée à ce seul rôle à la télévision. Il est à noter que lors de cette proposition, la série Maguy n'était pas encore terminée. Josy Lafont a finalement été choisie pour succéder à Annie Savarin.

### Seconde vie pour le décor
En 1995, la nouvelle série Un homme à domicile reprend le décor de la maison bourgeoise. Mais là où le jaune dominait, le bleu et le gris sont désormais les couleurs de cet intérieur, qui se veut encore plus bourgeois, plus feutré.

### La maison du générique
À l'instar de nombreux sitcoms familiaux, le générique du Miel et les Abeilles s'ouvre avec l'image d'une maison réelle, pour mieux crédibiliser le décor intérieur, qui est en studio. L'on remarquera que le décor de la série reprenait un élément significatif de la vraie maison (une fenêtre sur le toit, avec des demi-lunes).
Cette maison était celle du producteur Jean-Luc Azoulay, dont la particularité était d'être construite sur les toits de studios de télévision. De 2014 jusqu'à 2017, elle est choisie pour accueillir le tournage de l'émission de télé-réalité Secret Story. Jean-Luc Azoulay, ancien propriétaire à l'origine de la construction, est alors interviewé par de nombreux médias, pour raconter l'histoire de cette maison unique, en région parisienne.

## Produits dérivés

### Livres
Une collection « roman-clip » est éditée par ABH (filiale du groupe AB) en 1994. Chaque volume contient la novélisation d’un épisode, avec quelques pages de photos incluses.
1. Une fille en or  (ISBN 978-2-01-512014-0)
2. La Danse des abeilles  (ISBN 978-2-01-512015-7)
3. Les Nuits de Lola  (ISBN 978-2-01-512016-4)
4. Bienvenue à la ruche  (ISBN 978-2-01-512030-0)
5. Les Vacances de Lola  (ISBN 978-2-01-512031-7)
6. Un cœur à prendre  (ISBN 978-2-01-512029-4)
7. La Séductrice  (ISBN 978-2-01-512033-1)